# Bandeira do Vaticano
A Bandeira do Vaticano consiste de duas bandas verticais em amarelo (à tralha) e branco (o batente), com o brasão de armas do Vaticano centrado na banda branca. Sua proporção vexilológica é de 1:1 e, juntamente com a bandeira da Suíça, é uma das duas únicas bandeiras nacionais em forma quadrada. É comummente chamada de bandeira papal ou bandeira pontifícia.

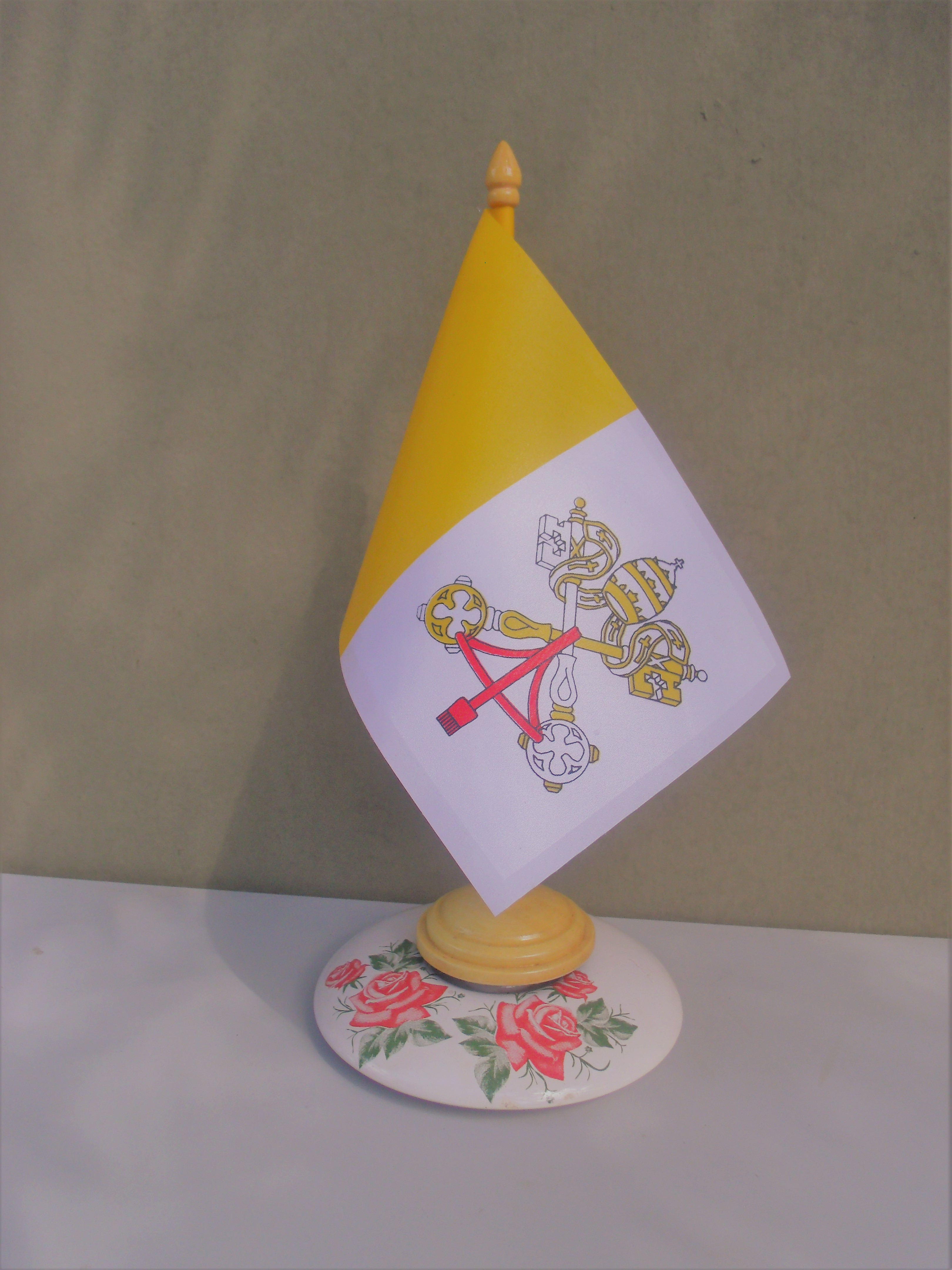
Modelo de mesa.

A bandeira atual foi adotada em 7 de junho de 1929, através do Tratado de Latrão, no ato de criação do Estado da Cidade do Vaticano, e foi hasteada oficialmente pela primeira vez no dia seguinte.

## Desenho e simbolismo
O desenho e a constituição oficial da bandeira do Vaticano podem ser encontrados no artigo 20º da atual Lei Fundamental do Estado da Cidade do Vaticano, em vigor desde 22 de fevereiro de 2001. A redação do atual artigo é idêntico ao artigo 19º do Tratado de Latrão.
| “ | Art. 20: §1 - A bandeira do Estado da Cidade do Vaticano é constituída por dois campos divididos verticalmente, um amarelo aderente à haste e o outro branco, que tem em si a tiara com as chaves (...). §2 - O Brasão é constituído pela tiara com as chaves (...). | ” |

Nos anexos da mesma Lei, estão, em desenho, a bandeira suspensa por uma haste cuja ponta é uma lança, adornada por uma roseta com as mesmas cores da bandeira e franjas de ouro. As dimensões não são especificadas, no entanto, a altura e a largura são iguais.

### Brasão de armas

Brasão de armas do Vaticano.

O brasão de armas está colocado na banda vertical branca e seu simbolismo foi extraído do Evangelho de Mateus. As chaves de ouro e prata cruzadas simbolizam as chaves do reino dos céus dadas por Jesus Cristo a São Pedro no episódio conhecido como "Confissão de Pedro" (Mateus 16:18–19).
Os Papas são, de acordo com os católicos, sucessores de Pedro, e as chaves de ouro e prata formam elementos importantes no simbolismo da Santa Sé desde o século XIV.
O ouro representa o poder do Reino dos céus, enquanto a prata representa a autoridade espiritual do papado. As pontas das duas chaves estão direcionadas para cima, ou seja, ao céu, enquanto as alças estão direcionadas para baixo, ou seja, nas mãos do Papa. As duas chaves estão unidas por um cíngulo vermelho, que simboliza o vínculo dos dois poderes. Acima das chaves se encontra a tiara papal, símbolo do papado.

## História

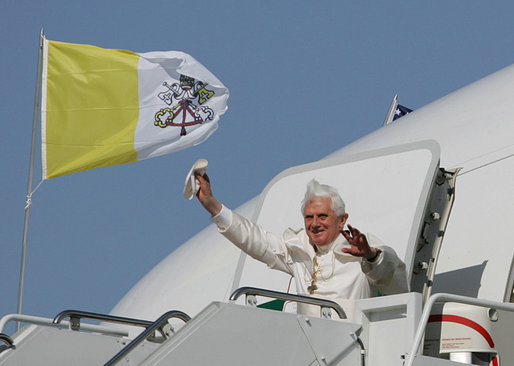
A atual bandeira do Vaticano tremulando na chegada de Bento XVI aos Estados Unidos, em 2008.

A atual bandeira do Vaticano foi inspirada nas antigas bandeiras dos Estados Pontifícios. Há, certamente, uma ligação com as cores dourado e prata, pois foram quase sempre retratadas como as cores das chaves de São Pedro, e foram feitas com esses metais as duas chaves que foram dadas ao Papa, quando ele tomou posse da sua catedral, a Basílica de São João de Latrão, durante o Império Romano.  A bandeira, portanto, foi feita de amarelo e vermelho, as tradicionais cores da Roma antiga. No início do século XIX, o vermelho e o amarelo apareceu novamente no uniforme da milícia papal. Esse fato está estritamente ligado à ocupação de Roma pelas tropas napoleônicas em fevereiro 1808.
O comandante do exército francês, o general de Miollis, fez inicialmente aparecer cartazes nos muros da cidade, com os quais se impunha a incorporação das forças armadas do Papa ao exército imperial. Para os oficiais que permaneceram leais a Pio VII, então Papa reinante, houve prisões e deportações. No entanto, as reações não foram significativas porque tinha sido divulgada a notícia de que o Papa sabia da situação, e não tinha levantado qualquer dificuldade. Se rebelou apenas um pequeno grupo de oficiais, que foi deportado para a prisão em Mântua.
Para enfatizar a unificação, e provavelmente também para aumentar a situação de incerteza, foi permitido que os militares continuassem a usar o emblema papal vermelho-amarelo, preso ao quepe.
O Papa, no entanto, tinha muito claro que Napoleão queria sujeitar os Estados Pontifícios, e, em 13 de março de 1808, fez um enérgico protesto. Ordenou que os soldados que haviam permanecido leais, substituíssem as cores romanas do uniforme pelas cores branco e amarelo. No diário de um contemporâneo, o abade Luca Antonio Benedetti, com a mesma data das mudanças requeridas pelo Papa, foi registrado:
| “ | O Papa, para não confundir os soldados romanos que estão sob o comando francês, com poucos que permaneceram ao seu serviço, ordenou que se usasse um novo emblema amarelo e branco. A medida foi adotada pela Guarda Palatina e a Guarda Suíça. | ” |

Três dias depois, em 16 de março, Pio VII comunicou por escrito essa disposição ao Corpo Diplomático, e o documento correspondente foi considerado, posteriormente, como a "certidão de nascimento" das cores da bandeira do Estado da Cidade do Vaticano. Não faltaram repressões aos que obedeceram às ordens do Papa e grande parte da Guarda Palatina foi presa. Além disso, o general de Miollis adotou o novo emblema, a fim de que os soldados papais passassem para o seu comando. O Papa protestou novamente com uma nota que foi enviada em 20 de março ao encarregado de Negócios da França em Roma, juntamente com uma carta assinada pelo pró-secretário de Estado, o Cardeal Joseph Doria Pamphili. Na carta foi anunciado que o Papa considerava a incorporação das tropas e da adoção do novo emblema como o mais alto sinal de ultraje à sua dignidade.
Napoleão depois de saber da oposição de Pio VII, escreveu uma carta em 27 de março ao vice-rei da Itália, Eugênio de Beauharnais, seu enteado, ordenando a adoção do emblema tricolor, italiano ou francês, prevendo a pena de morte aos infratores. Eugênio seguiu prontamente as ordens de Napoleão, emitindo um decreto em Milão no dia 11 de abril. Com a previsão da pena de morte ficava claro que a situação era de grande dificuldade, e que o poder temporal do Papa estava em risco.
Cerca de um ano depois, em 17 de maio de 1809, Napoleão declarou a união de Roma e dos Estados Pontifícios à França. Pio VII excomungou os perseguidores da Igreja. Na noite entre 5 e 6 de julho de 1809, o Papa foi preso, dando início a um longo período de exílio e prisão em Grenoble, em Savona e em Fontainebleau. Só em 1814 o Papa seria libertado, podendo voltar para Roma. Após a volta, foram adotadas oficialmente as cores branco e amarelo como sinal de fidelidade ao Papa.
Um antigo modelo da bandeira - com bandas verticais em amarelo e branco - tremulava no alto do Castelo Sant'Angelo, a maior fortaleza papal em Roma, até sua apreensão pelas forças italianas em setembro de 1870. Hoje ela está preservada no Museu Histórico do Vaticano.
| Evolução da Bandeira Vaticana | |
|                               | Usada antes de 1803 no período dos Estados Pontifícios. |
|                               | Usada entre de 1803 e 1808 no período dos Estados Pontifícios. |
|                               | Usada entre de 1808 e 1870 durante os papados de Pio VII, Leão XII, Pio VIII, Gregório XVI e Pio IX, no período final dos Estados Pontifícios e no período da Questão Romana. |
|                               | Adotada em 7 de junho de 1929 até a data atual. |

## Uso

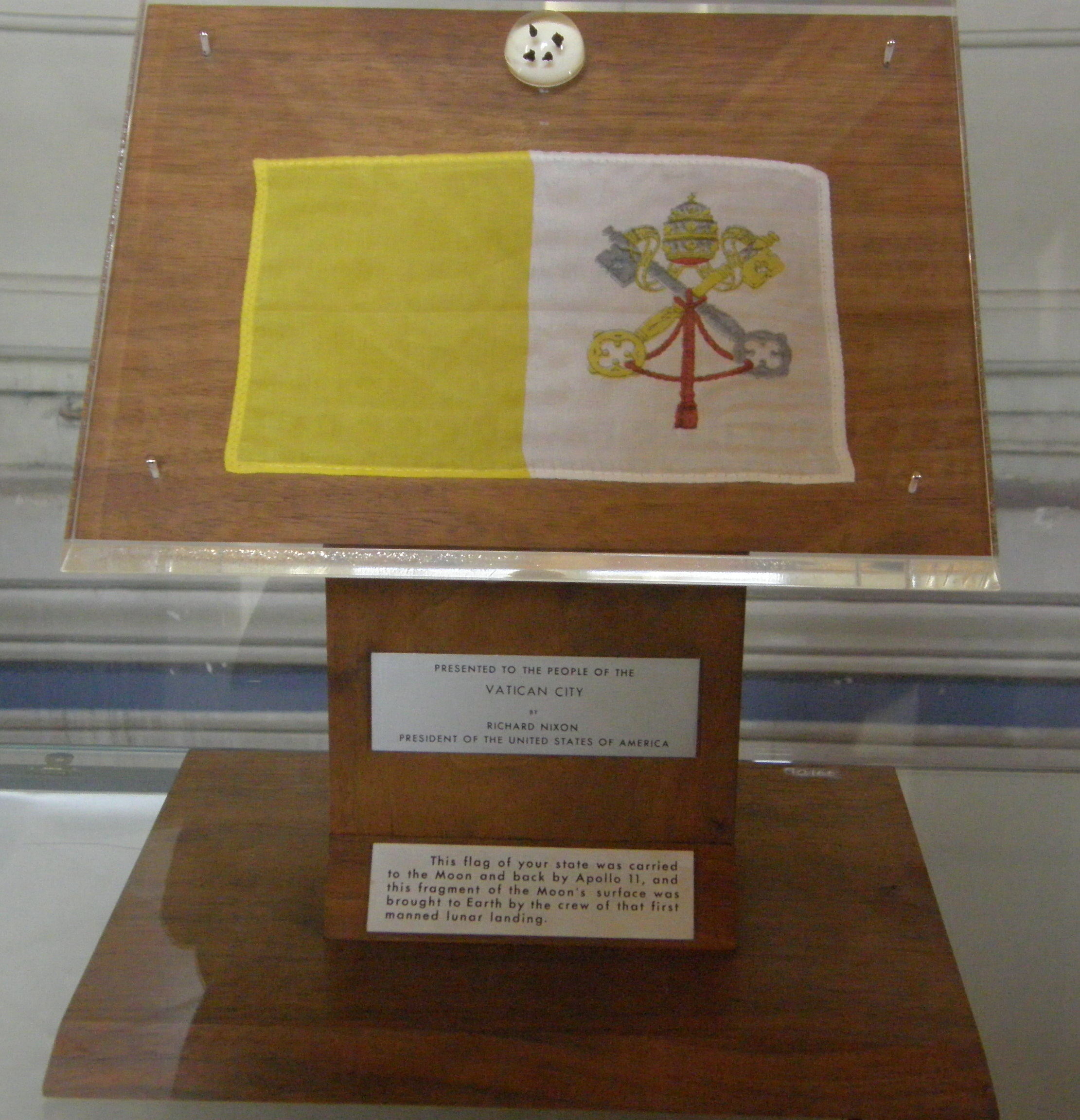
A bandeira levada para a Lua pela Apollo 11, exibida nos Museus do Vaticano com algumas rochas lunares.

As formas e ocasiões de hasteamento da bandeira são especificadas pela Pontifícia Comissão para o Estado da Cidade do Vaticano. A bandeira é exibida em cerimônias religiosas e civis, como: Festa do Natal, Páscoa,  Festa de Maria Mãe de Deus, Epifania do Senhor, Ascensão de Jesus, Pentecostes, Corpus Christi, Festa de São Pedro e São Paulo, Assunção de Maria, e, no dia do onomástico do Papa,  nos aniversários natalício, de eleição, de início solene do ministério do Papa e da conciliação entre a Santa Sé e a Itália, além das recepções oficiais de Chefes de Estado, visitas oficiais do Papa em Roma, em  beatificações e canonizações e em cerimônias de abertura e encerramento da Porta Santa.
A bandeira é hasteada ao amanhecer e retirada ao pôr do sol. Ela tremula em propriedades da Santa Sé que gozam de direitos extraterritoriais de acordo com o Tratado de Latrão, de 1929, e de acordos posteriores. Também em missões diplomáticas da Santa Sé, especialmente em Nunciaturas Apostólicas.
Na morte do papa, ela fica hasteada a meio-mastro, até a conclusão do período de luto de nove dias em que segue seu funeral (os novemdiales).
Também os católicos de diversas partes do mundo, por vezes, usam a bandeira do Vaticano para promover a identidade católica em igrejas, instituições de ensino e outros estabelecimentos.